# Leipheim
Leipheim é uma cidade da Alemanha, localizado no distrito de Günzburg, no estado de Baviera.